# Pamela Villoresi
Pamela Villoresi, właśc. Maria Pamela Villoresi (ur. 1957 w Prato) – włoska aktorka filmowa i teatralna.

## Życiorys
Jako aktorka teatralna zaczęła od pobierania nauk w Teatro Metastasio w Prato, na początku lat 70. zaczęła współpracować z Teatro Insieme i Teatro Studio. W 1975 Giorgio Strehler przyjął ją do ekipy artystycznej Piccolo Teatro w Mediolanie. W filmie debiutowała w 1974 epizodyczną rolą w Il trafficone. Popularność przyniosła jej rola w serialu Marco Visconti. Występowała następnie w produkcjach kinowych i telewizyjnych, których reżyserami byli m.in. Marco Bellocchio, Pasquale Festa Campanile, Miklós Jancsó, Federico Moccia, Michele Placido, Paolo i Vittorio Taviani. W 1978 otrzymała nagrodę Grolla d'Oro za występ w filmie Il gabbiano.
W 2010 bez powodzenia kandydowała do rady regionu Lacjum z koalicji skupionej wokół Renaty Polverini. W 2013 wsparła powstanie Centrum Demokratycznego.

## Wybrana filmografia
- 1974: Il trafficone
- 1975: Marco Visconti
- 1976: Vizi privati, pubbliche virtù
- 1977: Il gabbiano
- 1978: Sahara Cross
- 1979: Il giocattolo
- 1989: Splendor
- 1990: Il sole anche di notte
- 1990: Pummarò
- 2002: I banchieri di Dio – Il caso Calvi
- 2009: Amore 14
- 2011: Amici miei – Come tutto ebbe inizio[2]